# Volver a amar (telenovela)
Volver a amar es una telenovela dramática chilena creada por Camila Villagrán y Malú Urriola coproducida por Televisión Nacional de Chile y DDRío Televisión. Se estrenó el 5 de mayo de 2014, y concluyó el 1 de diciembre de 2014. La historia aborda temas como la violencia intrafamiliar, la adopción y el trasplante de órganos.
Protagonizada por Adela Secall y César Sepúlveda, y cuenta con Felipe Braun en el papel antagónico.

## Sinopsis
María Paz vive en lujo con su esposo, Franco, pero su vida es un infierno, marcada por su abuso y manipulación. Luis, un feriante, descubre que fue adoptado de niño por su madre, Blanca, debido a la violencia. Los destinos de Luis y María Paz se cruzan cuando él se reencuentra con su hermano, Franco, quien lo usa para un trasplante de riñón sin importarle su bienestar. Tras sentirse traicionado, Luis jura venganza, pero su corazón lo traicionará.

## Reparto
Una lista completa del reparto confirmado se publicó a través de Televisión Nacional de Chile el 28 de abril de 2014.

### Principales
- Adela Secall como María Paz Del Sante[6]
- César Sepúlveda como Luis Pizarro[7]
- Felipe Braun como Franco Andrade
- Gloria Laso como Blanca Hernández
- Carmen Disa Gutiérrez como Carmen Véliz
- Cecilia Cucurella como Aurora Villaseñor
- Ignacia Allamand como Olivia Thompson
- José Palma como Pablo Errázuriz[8]
- Nathalia Aragonese como Nancy Corrales
- Gabriel Prieto como Salustio Corrales
- Marcela Osorio como Betsabé Tapia
- Marcela Medel como Rosa Peña
- Cristián Chaparro como Víctor Núñez
- Trinidad Gormaz como Martina Pizarro
- Carlos Briones como William Peña

## Producción
El 4 de marzo, la producción comenzó con las grabaciones de su nueva apuesta dramática del horario del almuerzo. Felipe Braun, Adela Secall, César Sepúlveda, Ignacia Allamand y parte del elenco se dieron cita en La Vega Central para dar inicio a esta producción. Desde el viernes 4 de abril, la señal estatal comenzó a exhibir el tráiler de lo que será la producción que llegará a suceder a El Regreso en el horario de las 15 horas.

## Audiencia
| Año  | Emisión original  | Emisión original | Emisión original       | Emisión original | Espectadores | Total cuota% |
| Año  | Estreno           | Cuota%           | Término                | Cuota%           | Espectadores | Total cuota% |
| ---- | ----------------- | ---------------- | ---------------------- | ---------------- | ------------ | ------------ |
| 2014 | 5 de mayo de 2014 | 15,5%            | 1 de diciembre de 2014 | 12,8%            | —            | 11,2%        |

## Premios y nominaciones
| Año  | Premio                | Categoría                           | Nominados                | Resultados |
| ---- | --------------------- | ----------------------------------- | ------------------------ | ---------- |
| 2015 | Premios TV Grama 2014 | Mejor teleserie nacional            | Mejor teleserie nacional | Nominada   |
| 2015 | Premios Fotech        | Mejor actor principal de teleseries | César Sepúlveda          | Nominado   |

## Emisión internacional
- Ecuador: TC Televisión (2020).[13]